# Тавасиев, Инал Витальевич
Ина́л Вита́льевич Таваси́ев (род. 28 марта 1989 года) — российский волейболист, центральный блокирующий клуба «Борисов-БГУФК».

## Карьера
Инал Тавасиев родился в 1989 году в городе Дигора. Изначально занимался футболом, но после того как резко прибавил в росте перешел в волейбол.
После окончания школы учился в Северо-Осетинском государственном университете имени К. Л. Хетагурова на факультете физической культуры и спорта. Одновременно с этим выступал за владикавказский волейбольный клуб «Иристон», при этом в начале своей карьеры был доигровщиком, но позднее стал центральным блокирующим.
После окончания университета Тавасиев переехал в Ярославль, подписав трёхлетний контракт с местным Ярославичем. В первом сезоне играл в молодёжном составе Ярославского клуба, затем постепенно стал игроком основного состава.
В 2014 года после окончания контракта перешел в кемеровский Кузбасс. За время выступлений в Кемерово стал не только основным игроком клуба, но и одним из лучших блокирующих чемпионата России. Так в сезоне 2018/19 ставил по 0,71 блока за сет и по этому показателю вошел в пятерку лучших игроков чемпионата. В том же сезоне 2018/19 кемеровский Кузбасс с Тавасиевым в составе в финальной серии со счётом 3-1 победил казанский Зенит и впервые в истории стал чемпионом России. Не играл за «Кузбасс» с января 2024 года из-за проблем с сетчаткой глаза. Осенью 2024 года перешёл в белорусский клуб «Борисов-БГУФК».
В 2018 году выключался в расширенный состав сборной России, однако на площадке в форме сборной так и не появлялся.